# 伦贝格 (黑森州)
伦贝格（發音：[ˈløːnbɛʁk]）是德国黑森州吉森行政区林堡-魏尔堡县的市镇，面积33.84平方千米，2023年12月31日人口为4,713人。